# Mindre paradisfågel
Mindre paradisfågel (Paradisaea minor) är en fågel i familjen paradisfåglar inom ordningen tättingar.

## Utseende och läte
Mindre paradisfågel är trots namnet en stor fågel med gul rygg och gula ögon hos båda könen. Hanen har kastanjebrunt bröst samt vita och gula plymer som han reser över ryggen under spelet medan han flaxar sina kastanjebruna vingar. Hanen skiljer sig från större paradisfågel genom den gula ryggen och från kejsarparadisfågel på det bruna bröstet. Honan skiljs från andra arter genom vit undersida och svart huva. Från. hanen hörs upprepade nasala skrin.

## Utbredning och systematik
Mindre paradisfågel delas in i tre underarter:
- P. m. minor – förekommer på Misool och Västpapua (i öster till gränsen till Papua Nya Guinea)
- P. m. jobiensis – förekommer på Yapen
- P. m. finschi – förekommer i norra Papua Nya Guinea gränsen till Gogol och övre Ramu

Vissa inkluderar finschi i nominatformen.

## Status och hot
Arten har ett stort utbredningsområde, men tros minska i antal, dock inte tillräckligt kraftigt för att den ska betraktas som hotad. Internationella naturvårdsunionen IUCN listar arten som livskraftig (LC).

## Bildgalleri

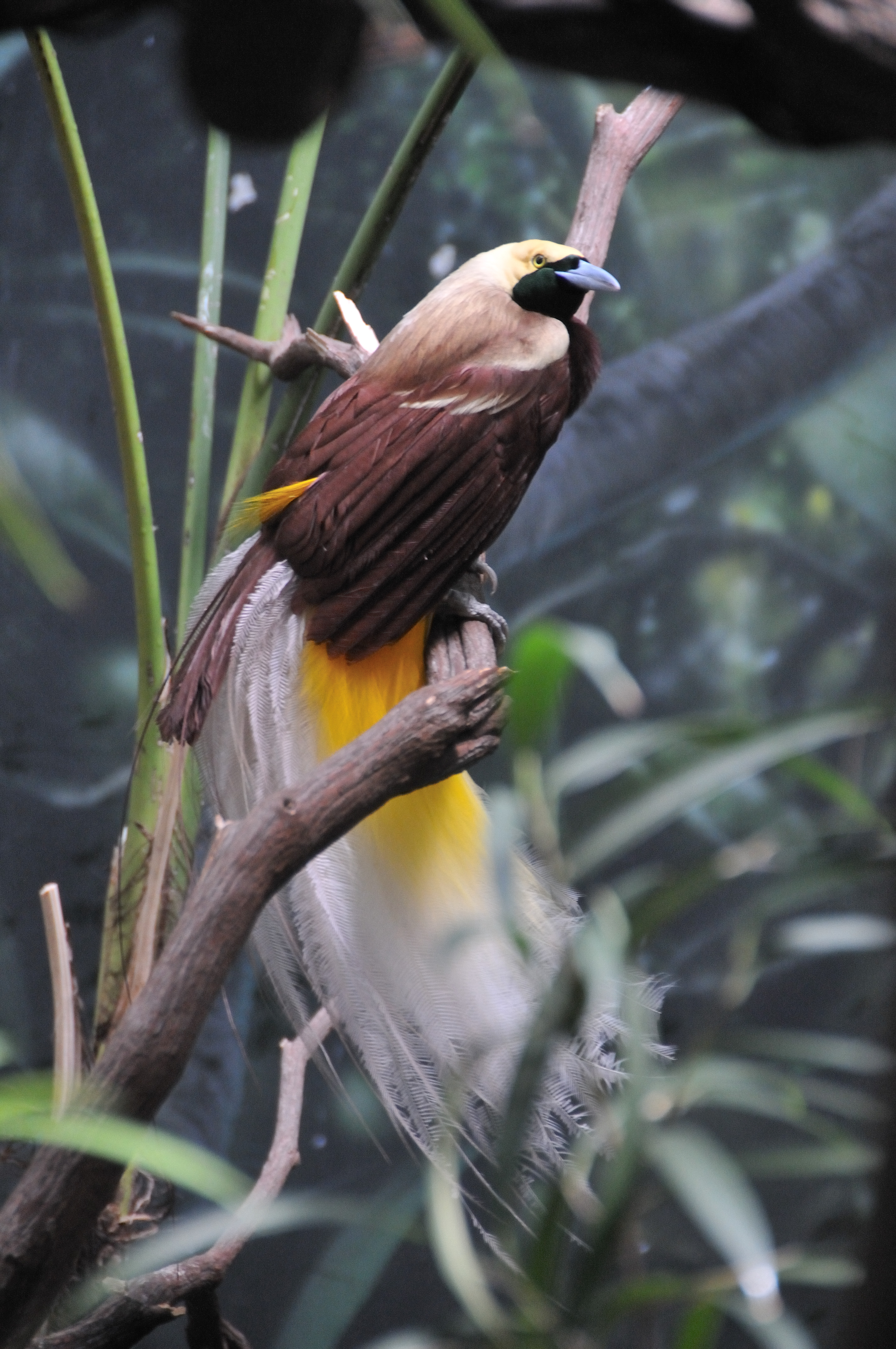
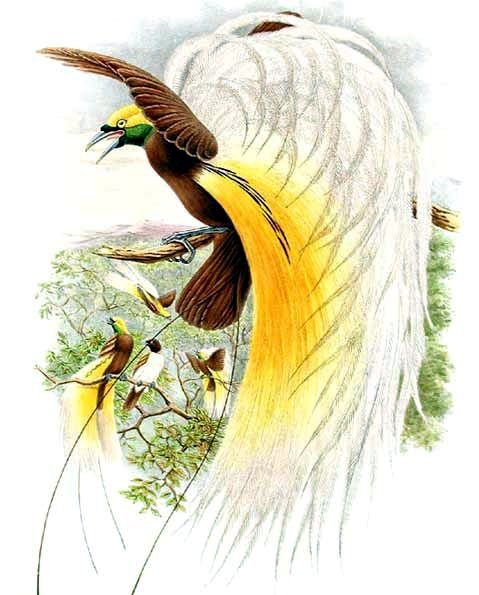
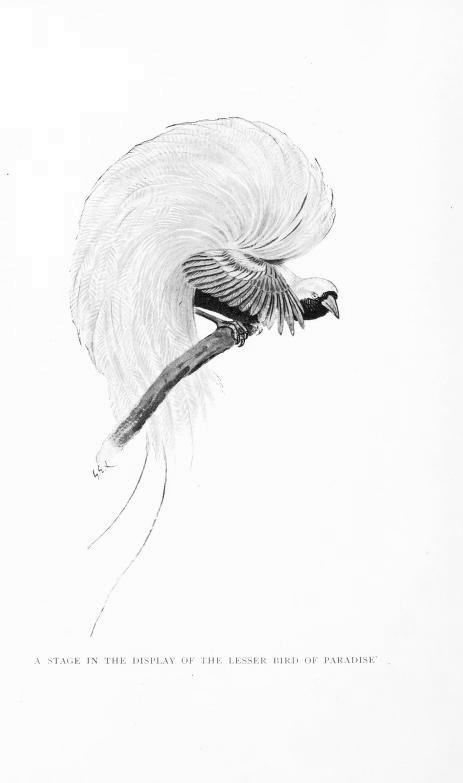
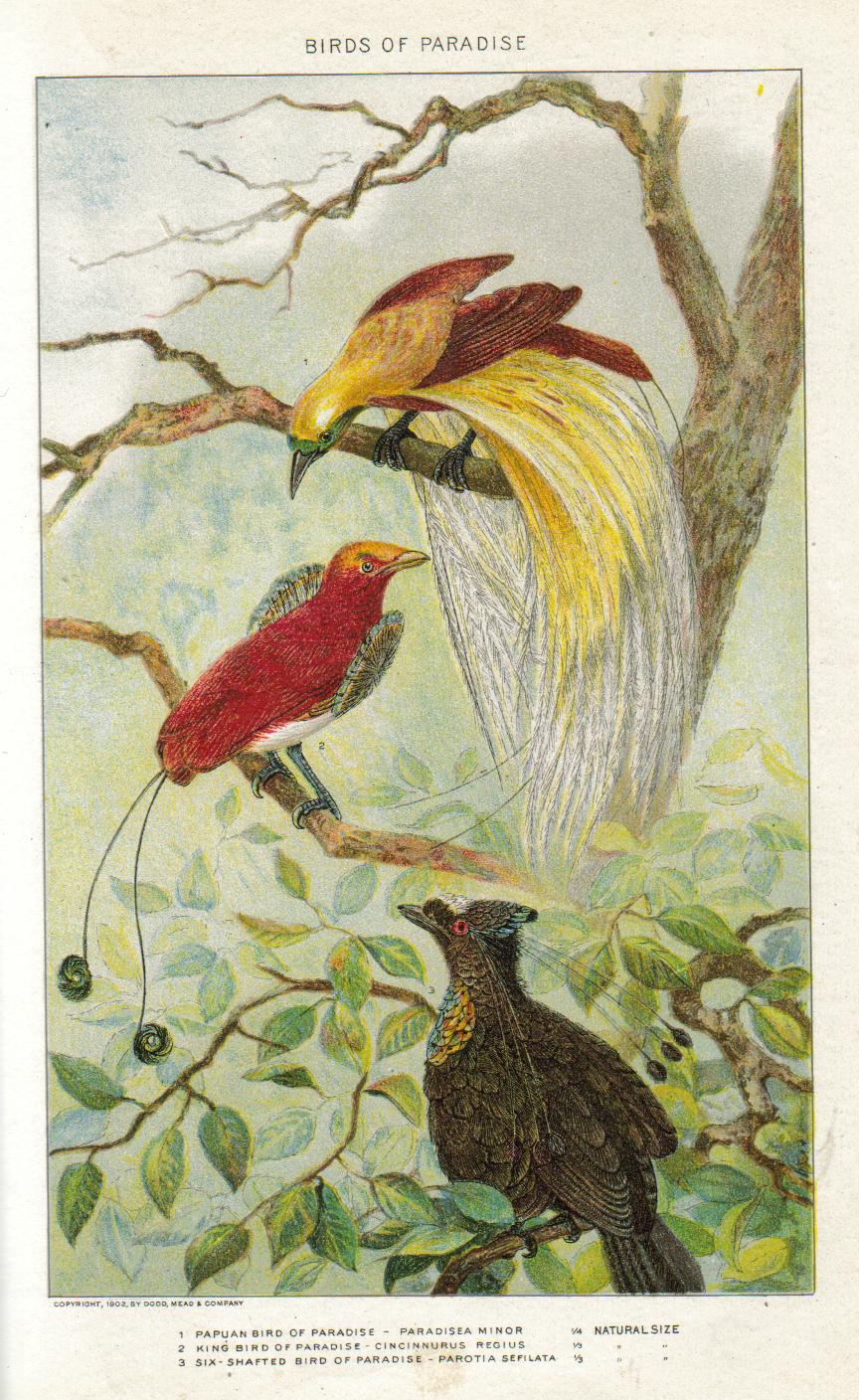
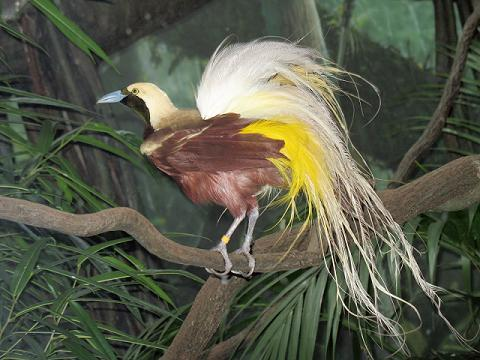
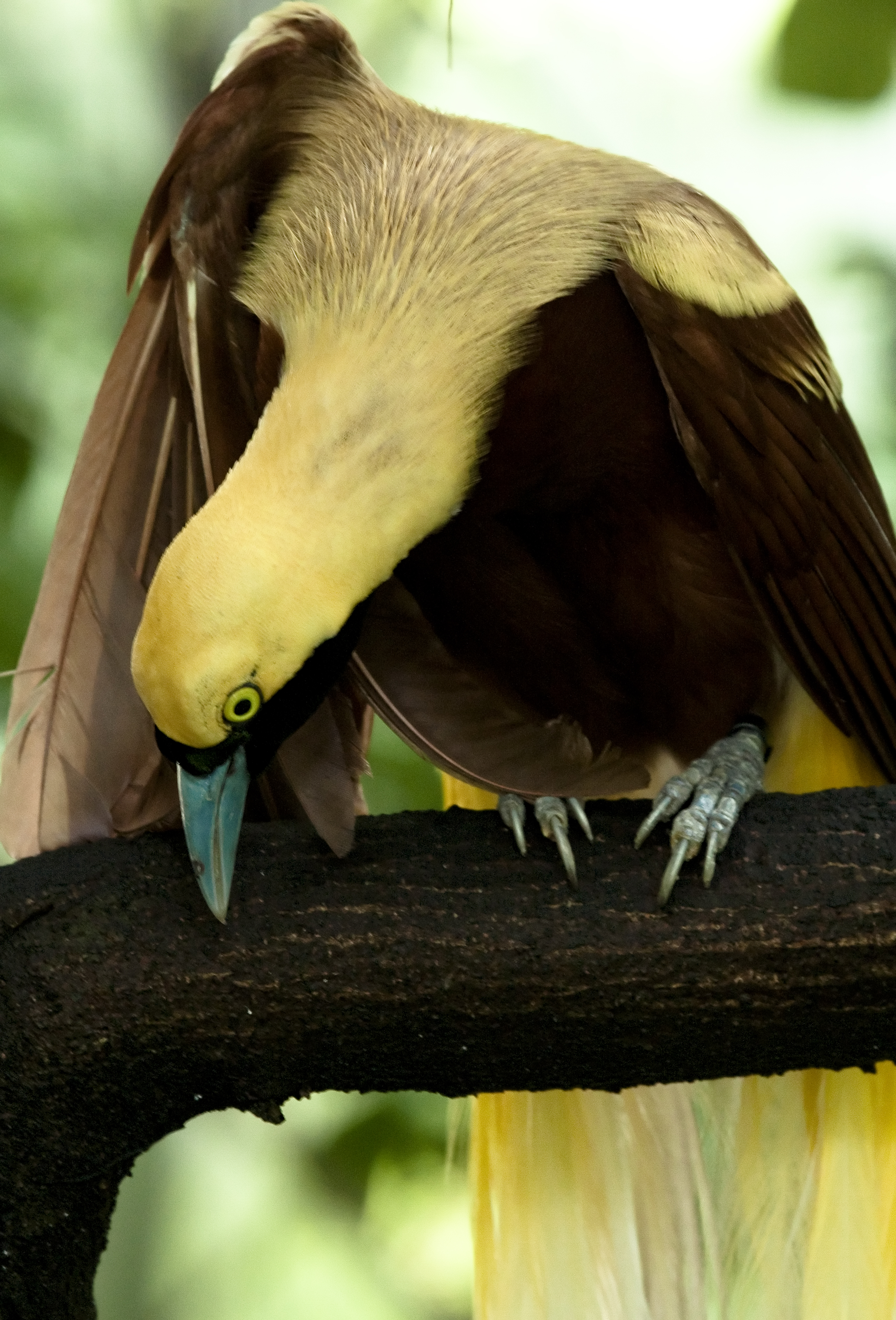
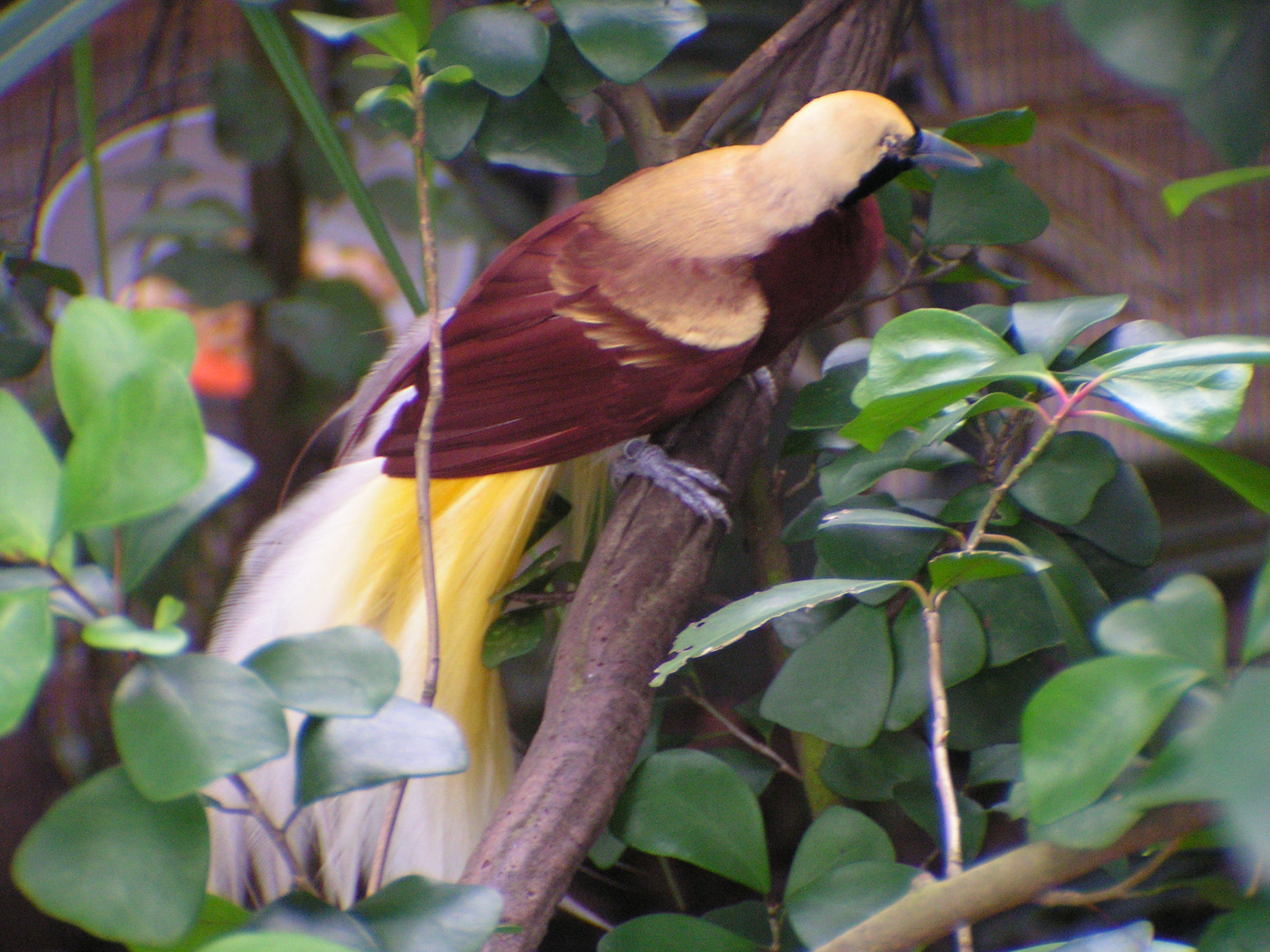